# Cymbidium sinense
Cymbidium sinense је врста орхидеја из рода Cymbidium и породице Orchidaceae која се налази у Индији у држави Асам до острва Рјукју у Јапану. Нису наведене подврсте у Catalogue of Life.